# Zijn en Tijd

de samenhangen van de hoofdbegrippen in Zijn en Tijd

Zijn en tijd (Duits: Sein und Zeit) is het in 1927 verschenen magnum opus van de Duitse filosoof Martin Heidegger. Met dit boek maakte Heidegger de weg vrij om in 1928 hoogleraar te worden aan de faculteit Wijsbegeerte van de Universiteit van Freiburg en vestigde hij zijn naam als oorspronkelijk denker. Heidegger droeg dit boek op aan Edmund Husserl.

## Inhoud
Heidegger presenteert Zijn en tijd als een onderzoek naar de 'vraag van het zijn'. Deze vraag is volgens Heidegger door filosofen vóór hem, onvoldoende behandeld. Hij neemt stelling tegen Descartes en Kant die de werkelijkheid beschrijven als een verzameling objecten met welbepaalde eigenschappen, die door een subject worden waargenomen. Volgens Heidegger ontbreekt voor die onderverdeling voldoende ervaringsgrond. 
In de traditie van de fenomenologie erkent Heidegger alleen 'zijnden', die, mits ze 'ontsloten' zijn, 'ontdekt' kunnen worden. Of deze zijnden daadwerkelijk worden ontdekt hangt altijd samen met de manier waarop we ons in ons handelen om de wereld bekommeren (de 'zorg') en dat vindt weer zijn grond in de manier waarop we onszelf ervaren ('existentie'). Het zijnde waarop die existentie betrekking heeft, wordt door Heidegger erzijn ('Dasein') genoemd: een zijnde dat voor zichzelf ontsloten is, dat we altijd zelf zijn en dat in-de-wereld is.
In beslag genomen zijn door vertrouwde handelingen, is de meest eigen toestand van erzijn. Pas in momenten van crisis, als bij de vertrouwde handelingen problemen optreden, doen zich plotseling andere zijnden voor. Deze zijnden zijn niet vertrouwd en 'terhanden', maar slechts 'voorhanden'. De terhanden hamer valt samen met de vertrouwde handeling van het hameren; de voorhanden hamer is een houten steel met een metalen kop en nog een aantal 'eigenschappen'. Pas bij die voorhanden zijnden begon volgens Heidegger bij zijn voorgangers het filosofisch onderzoek. Ze bekommerden zich te weinig om de vraag van het zijn en verloren daardoor de vertrouwde omgang van erzijn met de wereld, en daarmee de fundamentele rol van 'existentie', uit het oog.
Bij het verder onderzoeken van erzijn, ontdekt Heidegger de fundamentele rol van de tijdelijkheid van het menselijk bestaan. Hij laat onder andere zien hoe vanuit de onlosmakelijke verbondenheid met zijn bestaan ('in-de-wereld-zijn' en 'geworpenheid') de mens uit de zorg om zijn eigen bestaan - zich richtend op zijn eindige toekomst en vanuit die toekomst zijn verleden interpreterend - zijn huidige bestaan in zijn mogelijkheden vorm geeft. 
De gedachten over mens-zijn als Dasein, als in-de-wereld-zijn, als medemens-zijn, als zijn-naar-de-dood (Sein-zum Tode), opvattingen over het niets, over eigenlijk en oneigenlijk leven, over angst en dood, over geworpenheid en zorg zijn tot op vandaag basisbegrippen in de wijsbegeerte.